# Vidovdan
La Vidovdan est une fête nationale serbe qui a lieu le 28 juin. C'est le jour de fête le plus important dans les domaines politique, culturel et dans le calendrier grégorien en Serbie. C'est aussi le jour de la constitution serbe ainsi que le jour de mémoire de la révolution serbe.
C'est en effet le jour où l'Église commémore les martyrs Guy, Modeste et Crescence, rendus célèbres par Ambroise de Milan qui leur bâtit une église à Milan.
C'est un 28 juin, en 1389, que l'armée serbe, conduite par le prince Lazare, a été vaincue par les Ottomans à Kosovo Polje. Le prince serbe et le sultan turc comptent parmi les nombreux morts. La Vidvodan célèbre le deuxième et plus important soulèvement serbe contre l'envahisseur. À sa suite, la Serbie entrait dans 500 années d'occupation ottomane, entraînant d'importantes migrations serbes.
Cette fête nationale serbe célèbre le premier jour d'une résistance qui fut à la fois morale, linguistique et religieuse. Une fois l'indépendance vis-à-vis des Ottomans acquise, c'est contre l'empire d'Autriche que la résistance s'organisa.